# کاترینا کالدا
کاترینا کالدا (فرانسوی: Katrina Kalda‎؛ زادهٔ تالین در سال ۱۹۸۰ نویسنده، و مترجم است. کاترینا از سن ده سالگی مقیم فرانسه و آثارش را به زبان فرانسوی می‌نویسد. او پس از فارغ‌التحصیلی از دانشسرای عالی شهر لیون، در کتابخانهٔ دانشگاه تور مشغول به کار شده‌است.
نخستین رمان او «یک داستان استونیایی» نام دارد که در ۲۰۱۰ توسط انتشارات گالیمار منتشر شد. کالدا در ۲۰۱۳ برندهٔ جایزهٔ بزرگ نگارش به فرانسه از آکادمی فرانسه (به فرانسوی: Grand prix de la francophonie) و در ۲۰۱۵ برندهٔ جایزهٔ ریشیلیو شده‌است. آخرین رمان او «سرزمینی که درختها در آن سایه ندارند» نام دارد که در سال ۲۰۱۶ توسط گالیمار انتشار یافته‌است.

## کتابشناسی
- · Un roman estonien, Gallimard, 2010 (ISBN 978-2-07-012968-3)
- · Viivi Luik, Le Petit Placard de l'homme, Pierre-Guillaume de Roux, 2012
- · Arithmétique des dieux, Gallimard, 2013 (ISBN 978-2-07-013869-2) ; prix littéraire Richelieu de la francophonie 2015
- · Le pays où les arbres n’ont pas d'ombre, Gallimard, 2016 (ISBN 978-2-07-018673-0)